# Verderonne
Verderonne és un municipi francès, situat al departament de l'Oise i a la regió dels Alts de França. L'any 2007 tenia 503 habitants.

## Demografia

### Població
El 2007 la població de fet de Verderonne era de 503 persones. Hi havia 190 famílies de les quals 36 eren unipersonals (16 homes vivint sols i 20 dones vivint soles), 71 parelles sense fills i 83 parelles amb fills.
La població ha evolucionat segons el següent gràfic:
Habitants censats

### Habitatges
El 2007 hi havia 251 habitatges, 191 eren l'habitatge principal de la família, 13 eren segones residències i 47 estaven desocupats. 184 eren cases i 67 eren apartaments. Dels 191 habitatges principals, 159 estaven ocupats pels seus propietaris, 30 estaven llogats i ocupats pels llogaters i 2 estaven cedits a títol gratuït; 7 tenien una cambra, 16 en tenien dues, 11 en tenien tres, 44 en tenien quatre i 113 en tenien cinc o més. 160 habitatges disposaven pel capbaix d'una plaça de pàrquing. A 62 habitatges hi havia un automòbil i a 119 n'hi havia dos o més.

### Piràmide de població
La piràmide de població per edats i sexe el 2009 era:
| Homes | Edats   | Dones |
| ----- | ------- | ----- |
| 0     | 95 o +  | 0     |
| 0     | 90 a 94 | 0     |
| 0     | 85 a 89 | 4     |
| 0     | 80 a 84 | 0     |
| 4     | 75 a 79 | 8     |
| 8     | 70 a 74 | 8     |
| 16    | 65 a 69 | 4     |
| 8     | 60 a 64 | 0     |
| 12    | 55 a 59 | 12    |
| 28    | 50 a 54 | 16    |
| 36    | 45 a 49 | 32    |
| 36    | 40 a 44 | 4     |
| 24    | 35 a 39 | 52    |
| 4     | 30 a 34 | 8     |
| 12    | 25 a 29 | 4     |
| 20    | 20 a 24 | 4     |
| 12    | 15 a 19 | 24    |
| 24    | 10 a 14 | 24    |
| 40    | 5 a 9   | 16    |
| 12    | 0 a 4   | 16    |

## Economia
El 2007 la població en edat de treballar era de 377 persones, 276 eren actives i 101 eren inactives. De les 276 persones actives 254 estaven ocupades (142 homes i 112 dones) i 22 estaven aturades (8 homes i 14 dones). De les 101 persones inactives 31 estaven jubilades, 39 estaven estudiant i 31 estaven classificades com a «altres inactius».

### Ingressos
El 2009 a Verderonne hi havia 218 unitats fiscals que integraven 542,5 persones, la mediana anual d'ingressos fiscals per persona era de 24.083 €.

### Activitats econòmiques
Dels 10 establiments que hi havia el 2007, 1 era d'una empresa de fabricació d'altres productes industrials, 2 d'empreses de construcció, 2 d'empreses de comerç i reparació d'automòbils, 1 d'una empresa de transport, 1 d'una empresa d'hostatgeria i restauració, 1 d'una empresa d'informació i comunicació, 1 d'una empresa immobiliària i 1 d'una empresa classificada com a «altres activitats de serveis».
Dels 2 establiments de servei als particulars que hi havia el 2009, 1 era una lampisteria i 1 agència immobiliària.

## Equipaments sanitaris i escolars
El 2009 hi havia una escola elemental integrada dins d'un grup escolar amb les comunes properes formant una escola dispersa.

## Poblacions més properes
El següent diagrama mostra les poblacions més properes.